# Drie in een slag
Drie in een slag is het 125ste stripverhaal van Jommeke. De reeks wordt getekend door striptekenaar Jef Nys.

## Verhaal
- Herrie op de kermis: (13 pagina's)

Op de kermis is er een prinsesje spoorloos. Iedereen denkt meteen aan een ontvoering. Eind goed al goed... Het prinsesje had zich om te spelen verstopt in de buidel van een kangoeroe.
- De regenbom: (16 pagina's)

Professor Gobelijn fabriceert een regenbom om een einde te maken aan de droogte in het Sahelgebied. Nu krijgen de droge gebieden opnieuw voldoende regen.
- De superpopzanger: (16 pagina's)

Bij een ontploffing krijgt Gobelijn een zware balk op zijn hoofd. Hij gedraagt zich daarna vreemd. Vervolgens richt hij samen met Anatool een popgroep op, De Jeremias genaamd. Tot slot krijgt Gobelijn via zijn elektrische gitaar een elektrocutie en wordt alles terug normaal.

## Achtergronden bij het verhaal
- Speciaal in dit stripalbum is dat er drie korte verhalen zijn in plaats van één lang verhaal. Later wordt dit nog eens gedaan in stripalbum De vliegende brigade.